# Георг Лудвиг фон Шлезвиг-Холщайн-Готорп
Георг Лудвиг фон Шлезвиг-Холщайн-Готорп (на немски: Georg Ludwig von Schleswig-Holstein-Gottorf; * 16 март 1719 в Хамбург; † 7 септември 1763 в Кил) от династията Дом Олденбург е принц на Шлезвиг-Холщайн-Готорп, пруски генерал-лейтенант и императорски руски генерал-фелдмаршал.
Той е най-малкият син на херцог Христиан Август фон Шлезвиг-Холщайн-Готорп (1673 – 1726) и съпругата му Албертина Фридерика фон Баден-Дурлах (1682 – 1755), дъщеря на маркграф Фридрих VII Магнус фон Баден-Дурлах.
Рано той започва да служи в саксонската войска. През 1741 г. той влиза като доброволец в пруската войска. По-късно той служи при братовчед си, новият цар Петър III в Русия. На 21 февруари 1762 г. в Санкт Петербург той е номиниран на генерал-фелдмаршал на руската войска. На 4 юни 1762 г. Георг Лудвиг е за кратко затворен и на 21 юни 1762 г. е освободен от руската служба. Той отива в Кил.

## Фамилия
Георг Лудвиг се жени 1 януари 1750 г. за София Шарлота фон Шлезвиг-Холщайн-Зондербург-Бек (* 31 декември 1722; † 7 август 1763), дъщеря на Фридрих Вилхелм II фон Шлезвиг-Холщайн-Зондербург-Бек и вдовица на пруския полковник бургграф Александер Емил фон Дона-Вартенбург-Шлодиен. Те имат децата:
- Фридрих (1751 – 1752)
- Вилхелм (1753 – 1774)
- Петер I (1755 – 1829), първият велик херцог на Олденбург (1823 – 1829), ∞ Фридерика фон Вюртемберг (1765 – 1785)